# Aage Madelung
Aage Madelung (* 5. Juli 1872; † 27. Oktober 1949) war ein dänischer Schriftsteller deutscher Abstammung, in Schweden geboren. Er führte unter anderem in Russland über mehrere Jahre hinweg ein Leben als Reisender und Abenteurer.
Madelung schrieb nach ausgedehnten Reisen in eigenwillig hart-naturalistischer und zugleich poetischer Weise Erzählungen, Novellen und Romane, in denen er seine reichen Erfahrungen verarbeitete, unter anderem Die Gezeichneten, Roman 1918 und Das Gut auf dem Mond, Roman 1929.